# Cernégula
Cernégula, denominación de un antiguo municipio, código INE-09099, hoy corresponde a la localidad y Entidad Local Menor homónima en la comunidad autónoma de Castilla y León, provincia de Burgos (España). Está situada en la comarca de Alfoz de Burgos y en la actualidad depende del Ayuntamiento de Merindad de Río Ubierna.

## Situación
Dista 25 km de la capital del municipio, Sotopalacios, en la subida al Páramo de Masa
- Carretera:  En el punto kilométrico 35 de la carretera autonómica CL-629 de Sotopalacios N-623 a El Berrón BI-636 pasando por Villarcayo y también por el puerto de La Mazorra.

## Historia
Lugar que formaba parte, de la Jurisdicción de Río Ubierna en el Partido de Burgos, uno de los catorce que formaban la Intendencia de Burgos, durante el periodo comprendido entre 1785 y 1833, en el Censo de Floridablanca de 1787, jurisdicción de realengo, alcalde pedáneo.

## Demografía
| Gráfica de evolución demográfica de Cernégula entre 1842 y 1970 |
| |
| Población de derecho según los censos de población del INE Población de hecho según los censos de población del INEEntre el censo de 1857 y el anterior, crece el término del municipio porque incorpora a Quintanajuar. Entre el censo de 1981 y el anterior, este municipio desaparece porque se agrupa en el municipio Merindad de Río Ubierna. |

En el censo de la matrícula catastral contaba con 25 hogares y 96 vecinos.
En 2006, la pedanía contaba con 50 habitantes, de los cuales 9 correspondían a Quintanajuar.

## Tradiciones
La mítica Charca de la Brujas, también conocida popularmente como ‘La Charca’ o ‘La Pila’, es lugar de aquelarres y conciliábulos brujeriles. Se alimenta de aguas pluviales y procedentes del deshielo. En invierno cuenta con una gruesa capa de hielo permite patinar y aunque su nivel disminuye en verano, no se la conoce seca.

"Cuando las brujas van a Cernégula, ata a tu vieja que acaso lo sea."

En la laguna de Cernégula se reúnen las brujas de Cantabria, gritaban entonces: " Sin Dios y sin María, ¡ Por la chimenea arriba ! ", y se echaban a volar.
"Todos los sábados las brujas de Cantabria... tras churrar (uuuyyyy!)... en las cenizas del hogar y al grito de... ‘¡Sin Dios y sin Santa María, por la chimenea arriba!’... parten volando en escobas o transformadas en cárabos... rumbo a Cernégula... donde celebran sus reuniones brujeriles alrededor de un espino... para... luego del bailoteo, chapuzarse en una charca de agua helada...
Se dice que en una gruta cercana a Suances... junto a una bolera de oro soterrada... Allí, las brujas celebran su aquelarre... o parten en humeante enjambre hacia Cernégula... lo que explica el cantar:
‘De la cueva de Ongayo salió una bruja con la greña caída y otra ‘brujuca’. Al llegar a Cernégula ¡válgame el cielo! un diablo cornudo bailó con ellas. Por el Redentor, por Santa María, con el rabo ardiendo ¡cómo bailarían...!"
Las brujas de la región se reúnen en un claro del bosque, sobre una loma... escoba y con el poder del "unto" que guardan acuden al aquelarre de Cernegula,...

## El páramo
El Páramo de Masa es una gran explanada azotada por un vierto norte que corta como una cuchilla afilada. Muy erosionada y con escaso suelo permite solo una vegetación adaptada a estas duras condiciones: brezo, gayuba, tomillo, espliego, enebro y alguna sabina rastrera.
Hábitat ideal para un buen número de aves esteparias: agachadiza, calandria, alguna alondra de Dupont; granívoras como la codorniz y la perdiz; rapaces como el cernícalo, aguilucho cenizo y córvidos como la grajilla, la urraca (picaraza).

## La laguna

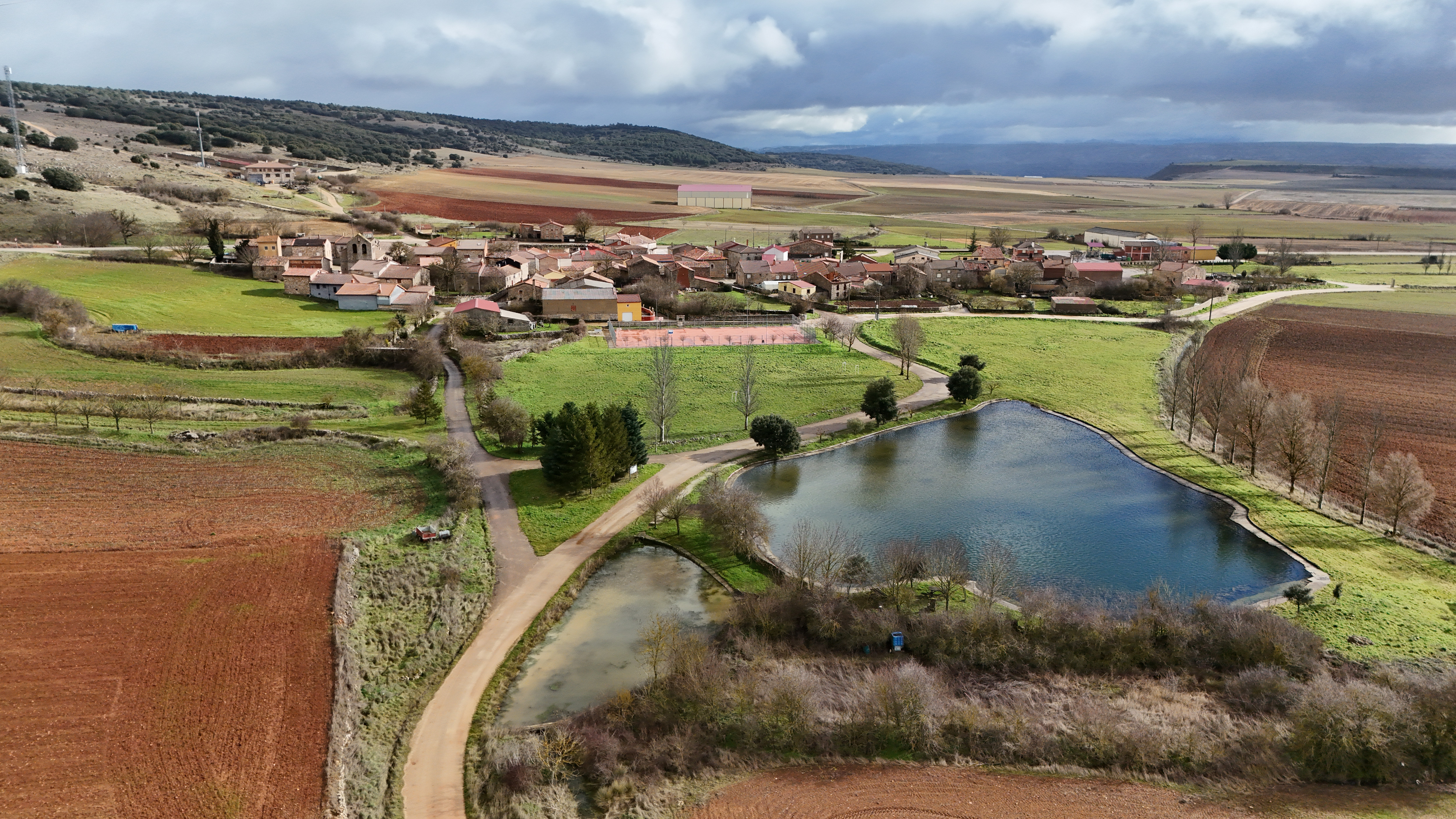
laguna de Cernégula

Desde un punto de vista paisajístico la laguna es lo más llamativo, aún habiendo sido alterada con la construcción de una isla artificial. El suelo calizo propicia, por la erosión del agua, la aparición del típico paisaje kárstico con hundimientos, torcas, y la formación de lagunas endorreicas.
La vista desde la carretera, cuando se desciende del páramo de Villalta, es cambiente cada día del año, e incluso cada hora. La laguna crea reflejos y colores que contrastan con las tierras rojas y los páramos usados como pasto.

### Ruta de las lagunas
Con unos siete kilómetros de recorrido y partiendo de la caharca la ruta sigue por los corrales del despoblado de origen medieval conocido como Pozo Rubio, después de dejar la laguna de Pila Vieja a la derecha. La tercera laguna de origen kárstico, conocida como la de Venta Parra.

## Vegetación
El moral como árbol singular y los espinos que crecen junto a la laguna. Dos amplios encinares detrás de la laguna, y repoblado de pinar hacia el páramo

## Parroquia

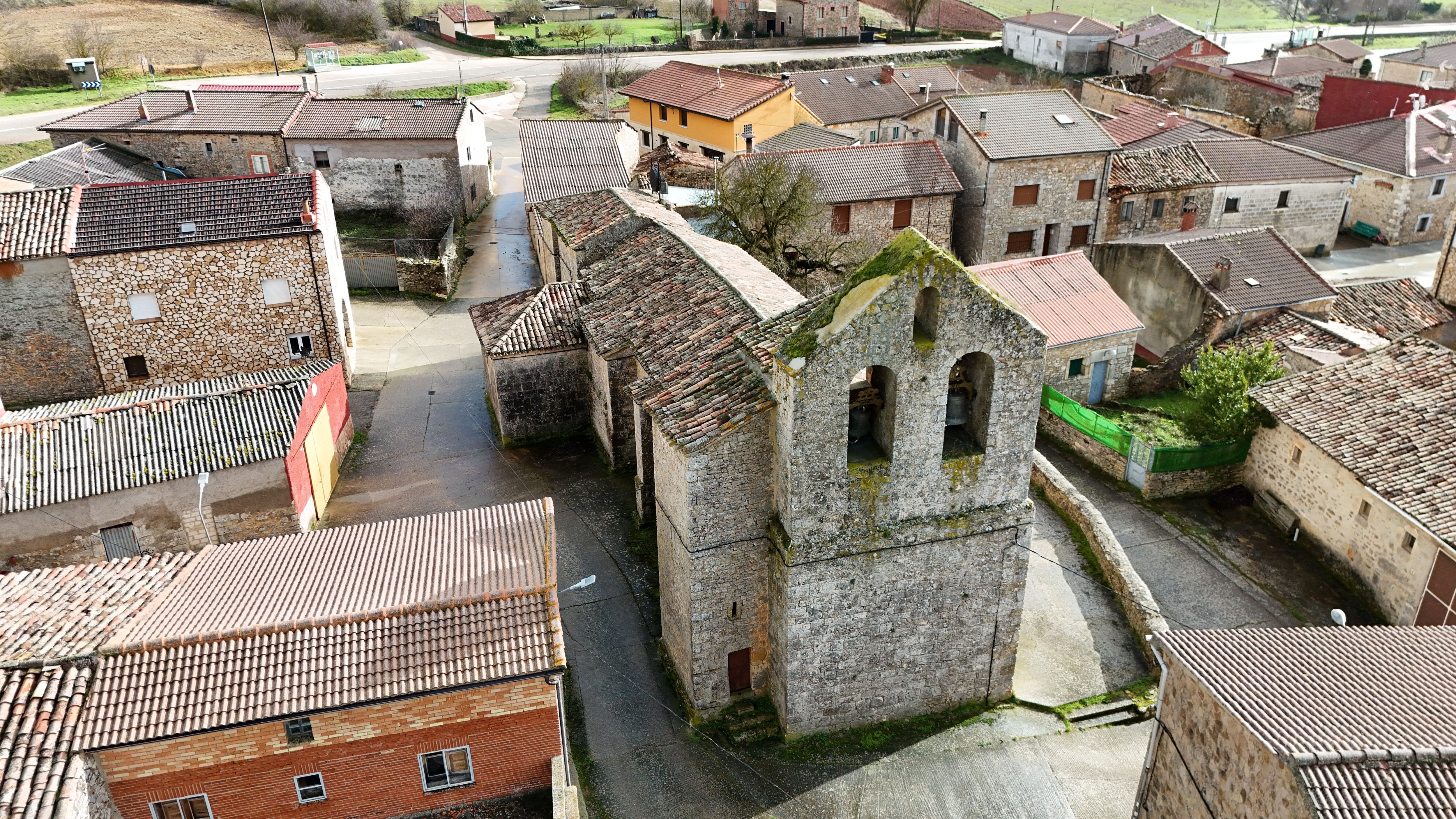
Iglesia de La Natividad de Nuestra Señora

Iglesia parroquial, bajo la advocación de Nuestra Señora de la Natividad, portada gótica blasonada, retablo mayor de estilo barroco, patrono San Miguel.
La procesión con el Santo San Miguel por las calles del pueblo. Durante la procesión es tradicional el ‘baile al Santo’, bailado, al son de la dulzaina y el tamboril, y degustar los frutos del moral.